# Namer
El Namer (lleopard en hebreu i al mateix temps una contracció formada per "NAgmash" i "MER de Merkava") és un vehicle de combat d'infanteria pesat israelià basat en el tanc Merkava Mk. I i Mk. II. Va ser desenvolupat i construït pel Departament de Pertrets Israelià. Va entrar en servei durant un breu període amb les Forces de Defensa d'Israel (FDI) fins a l'estiu de 2008. Després va ser retret del servei actiu, en favor del més sofisticat Namera, que està concebut sobre la base del xassís del carro de combat Merkava Mk. IV.

## Història

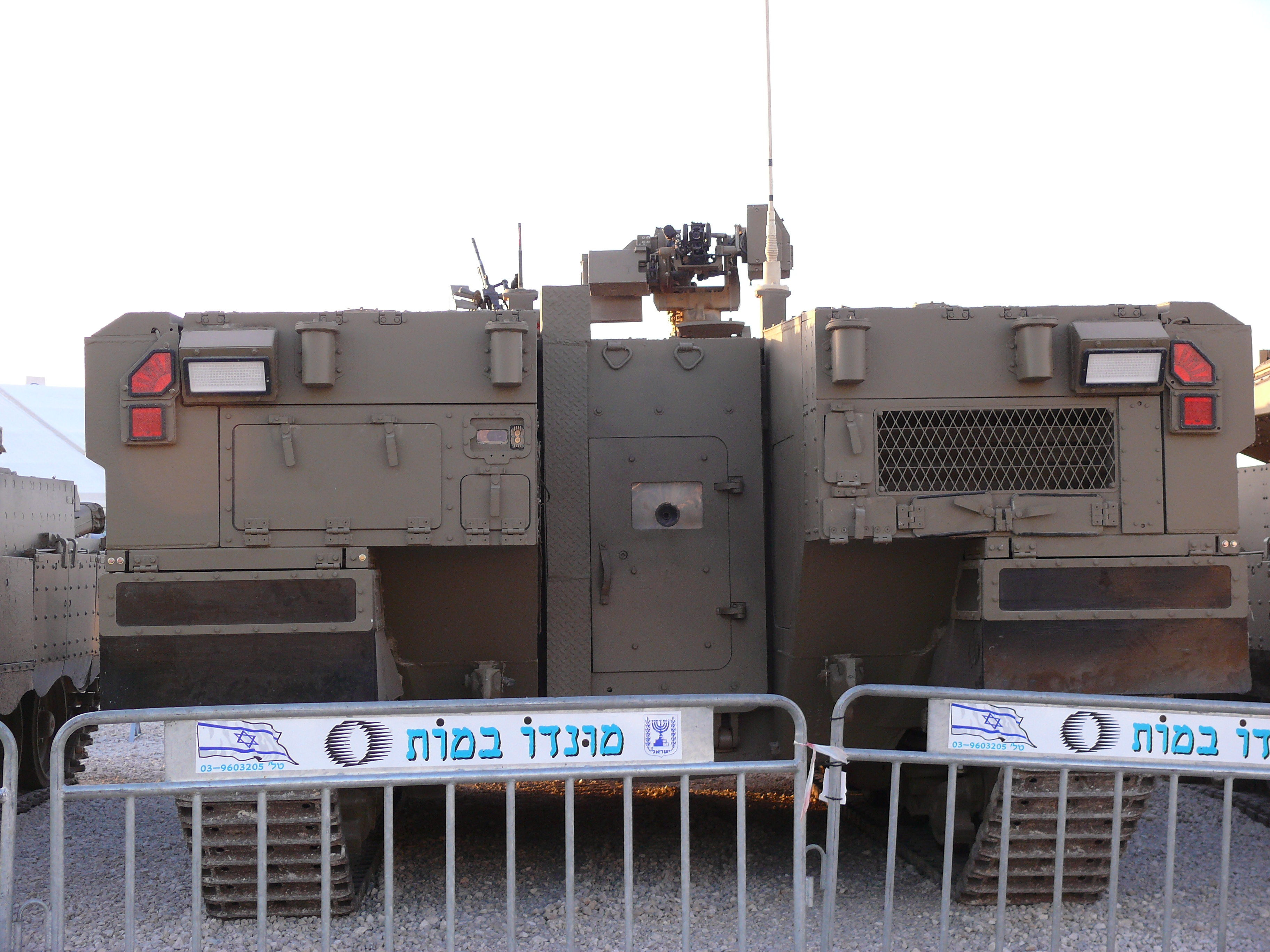
Un prototip del Namer, però finalment i en estar basat el model de producció en sèrie del mateix i ja sobre la base del xassís del Merkava Mk. IV, volent-se seguir la línia de noms es pren el de Namera.

### Dècada de 1990 - 2004
Al principi, a Israel sempre li ha afanyat la cerca de la protecció del seu personal militar, que enfront dels seus veïns i rivals és molt reduït; i ha volgut optimitzar els recursos de les tropes en aprofitar els cascos de carros en desús.
Amb la reeixida experiència de transformar els cascos de tancs T-55, Merkava Mk. I i Centurion en transports blindats de personal (Nagmachon) i vehicles d'enginyers (Puma, Nakpadon); seguida per la valuosa i encertada solució de la conversió de diversos tancs en vehicles de combat d'infanteria per als cascos en desús del Merkava Mk. I i II en transports blindats de personal o de vehicles de combat d'infanteria, ja que es faria ús del gruixut blindatge amb el qual aquests venen dotats per a protegir els combatents. La idea era molt prometedora, perquè es van retirar del servei 250 tancs Merkava Mk.I, i no es va poder concretar de manera definitiva la idea de convertir-los en obusos autopropulsats, i ja es va demostrar que l'espai massa ajustat per al canó de 105 mm dels Merkava Mk. II no permetia reemplaçar-los per canons moderns de la IMI de 120 mm.
El desenvolupament no va avançar molt en la dècada de 1990 per manca de diners, però després del Conflicte de la Franja de Gaza de 2004, quan la vulnerabilitat dels transports blindats nord-americans davant les bombes artesanals i els llançacoets antitanc RPG-7, va palesar, les FDI van reiniciar el desenvolupament del vehicle. Llavors van preferir desenvolupar i produir localment el Namer, i posteriorment s'avançaria cap al Namera de millor qualitat i de producció local, a comprar el transport blindat de personal Stryker, ofert pels Estats Units i de molt baixa protecció, malgrat ser un vehicle ja provat.

### 2005 al 2008

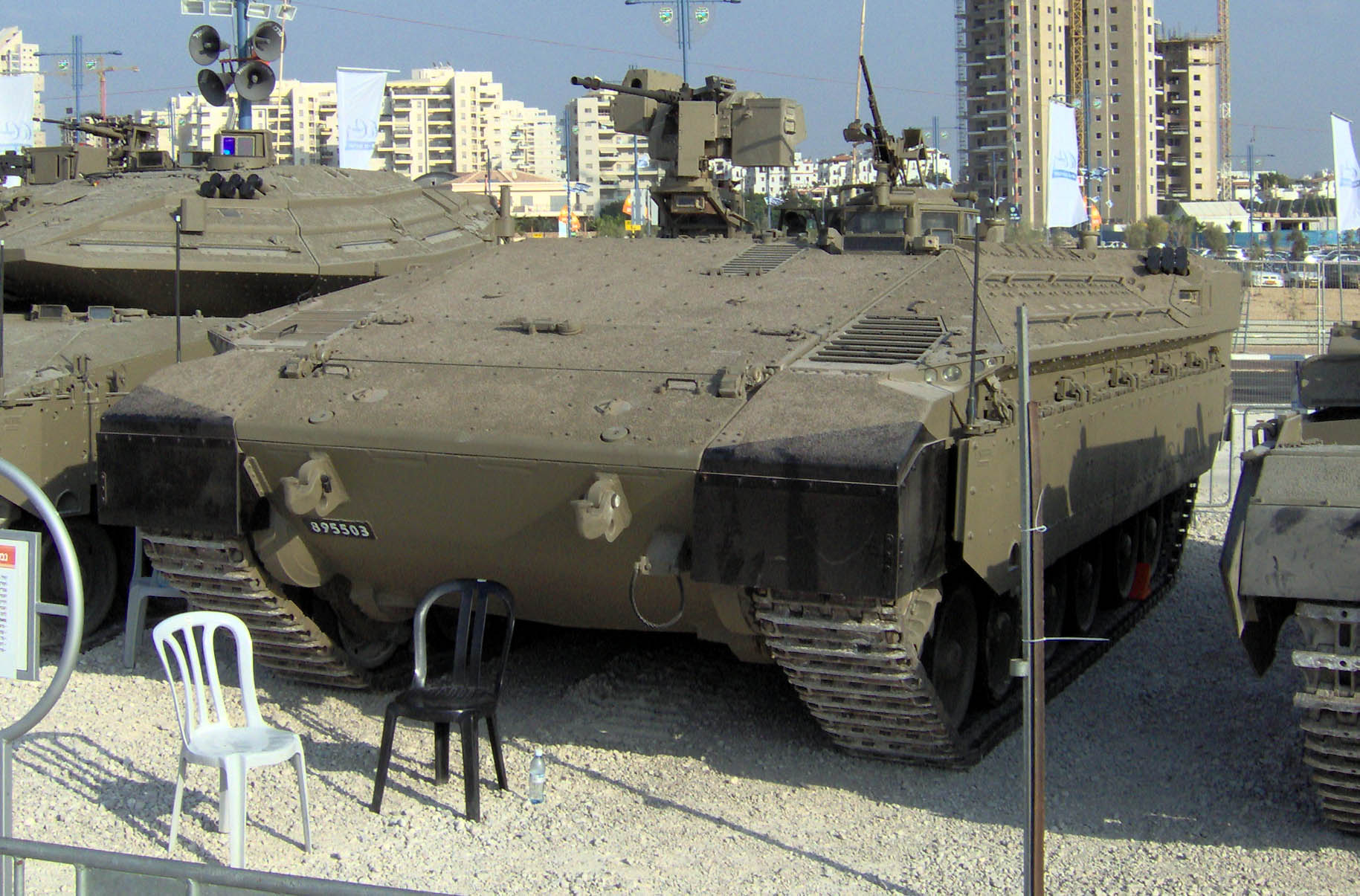
Un Namera operatiu basat en el Merkava Mark IV.

Finalment, el Departament d'Artilleria Israelià va desenvolupar alguns prototips de vehicles de combat d'infanteria basats en el xassís del Merkava Mk. I (denominats Nemer), així com un grapat de vehicles de combat d'infanteria basats en el xassís del Merkava Mk IV (denominats Namera). El vehicle inicialment anava a ser anomenat Nemmer lleopard, però aquest primer prototip encara que batejat com Nemera va ser reemplaçat per un anomenat més tard com Namer.
Les plantes de producció, tant a Israel com als Estats Units consideraven que els lliuraments es finalitzéssin l'any 2015, i que un segon lot es podia lliurar fins a l'any 2019, però aquests plans van ser truncats per l'adopció del Namera.
El 15 de febrer de 2005, el diari Maariv escrivia que la Brigada Givati va avaluar un prototip del Namera (el Namer), basat en el Merkava Mk. ERa equipat amb una torreta de control remot Rafael, operada i alimentada des de l'interior del vehicle. Aquesta mateixa unitat va ser exposada a la fira d'armament Eurosatory 2005, i hi va atreure l'interès de clients estrangers.
Les lliçons apreses en les batalles de la Guerra del Líban de 2006 també van confirmar la validesa d'aquest programa. En conseqüència, es va reportar el 2007 que els quinze primers Namer per a proves serien subministrats el 2008 i que més d'un centenar finalment equiparien a dues brigades de combat. No obstant això, es van abandonar els plans de conversió en favor de dels xassís dels més sofisticats Merkava Mark IV, que es van batejar Namera, i aquest vehicle finalment va ser acceptat en servei.

## Disseny

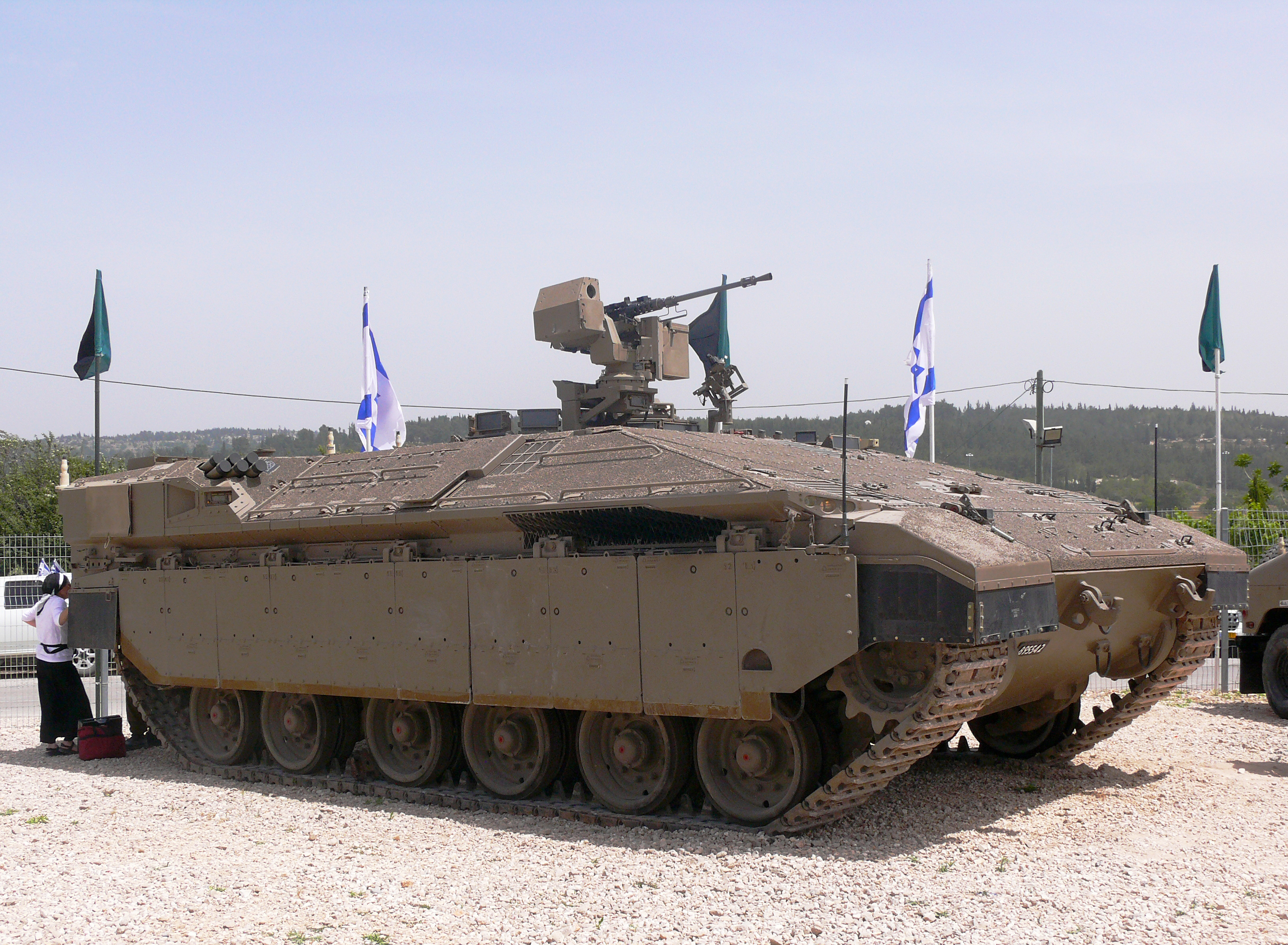
Un Namera, versió final del concepte del Namer, operatiu exposat a Yad La-Xiryon, Latrun.

### Supervivència
Igual que el Merkava Mark II, el Namer era dissenyat per oferir un alt nivell de supervivència als tripulants al camp de batalla amb ajuda d'un blindatge espaiat i una construcció que emfatitzava la sobrevivencia de la tripulació (amb el motor i transmissió al capdavant del casc), a diferència del Namera que ja fa servir blindatge modular. El blindatge ventral és del tipus en V reforçat i protecció ABQ. També pot ser equipat amb un sistema de protecció activa (contramesures electròniques, blindatge reactiu).

### Armament
El "Namer" era armat amb un únic muntatge tant amb un muntatge Kathlanit OWS, compost d'una metralladora M2 i d'un llançagranades automàtic Mk-19 muntats en una torreta a control remot similar a la del sistema RCWS Samson, la metralladora FN MAG calibri 7,62 mm i el morter de 60 mm equipats en el Namera de sèrie amb prou feines hi eren inclosos. No porta els llançagranades com si ho fa el "Namera", però té un injector de dièsel adossat sobre l'hoste, la qual cosa li permet crear pantalles de fum per evadir-se de l'enemic. A més es va considerar el muntatge d'un canó automàtic de 30 mm accionat a control remot, solució que finalment es va incorporar al "Namera". L'adopció d'armament més pesat com els míssils anti-blindats Spike i d'una altra classe d'armament addicional es va abandonar en favor del Namera. Es va aprofitar molt de les solucions tecnològiques sortides de les accions militars en la Guerra del Líban de 2006.

### Capacitats
El Namer és capaç de maniobrar sobre terreny difícil, propulsat pel motor dièsel refredat per aire de la Teledyne Continental, el model seleccionat va ser el mateix que equipa als Merkava Mk.3 el 'AVDS-1790-9AR' de 12 cilindres en V de 1200 CV (895 kW). Pot transportar fins a dotze soldats (la tripulació i nou soldats completament equipats) i una llitera, o dues lliteres i equip mèdic en el Namerbulance (la versió d'evacuació mèdica). L'entrada per darrere original del Merkava Mk. II va ser redissenyada per fer una combinació de rampa i de porta més ampla amb una tronera per a franctirador. Aquesta solució es mostraria com a definitiva en el Namera. A diferència de l'anterior, aquest no té les dues escotilles al sostre, i el seu sostre no és més alt que el sostre del xassís del Merkava, un altre error de disseny que es va corregir en el Namera. A més empra el mateix sistema de control digital que el Merkava Mark IV.

## Diferenciació
No ha de confondre's en denominar-ho Namera; ja que el Namer va ser com la base d'experimentació sobre la qual es va dissenyar i sobre la qual es van reutilitzar elements pràctics reaprofitables dels cascos retirats dels Merkava Mk. I i MK.II, i la versió final és el Namera, basat en el casc d'un Merkava Mk.4.

## Usuaris
- Israel Prop de 200 unitats, totes elles en retir, en favor d'aquestes s'ha començat la construcció del Namera, en base del xassís del més sofisticat tanc Merkava Mk.4.[Cal actualitzar][cal citació]

### Possibles usuaris
- Azerbaidjan

El 2009, els governs de l'Azerbaidjan i Israel ha organitzat negociacions sobre els blindats Namer i Namera.